# Apollon Limassol
Apollon Limassol, řecky Απόλλων Λεμεσού, je kyperský sportovní klub z řecké části země, z druhého největšího města Kypru Limassolu. Založen byl roku 1954. Nejznámějším v klubu je fotbalový oddíl.

## Úspěchy
- A' katigoría (4×) - 1991, 1994, 2006, 2022 [1]
- Kyperský fotbalový pohár (6×) - 1966, 1967, 1986, 1991, 2001, 2010